# Террелл, Кэррол
Кэррол Ф. Террелл (англ. Carroll Franklin Terrell; 17 февраля 1917, Ричмонд, штат Мэн — 29 ноября 2003, Ороно, штат Мэн) — американский литературовед.
Сын сапожника. Окончил Боудин-колледж (1940), после чего в 1941—1946 гг. состоял на военной службе. Демобилизовавшись, получил степень магистра искусств в Университете Мэна (1950), а затем защитил в Нью-Йоркском университете диссертацию, посвящённую «Четырём квартетам» Т. С. Элиота. Преподавал в Университете Мэна в 1948—1982 гг., затем в качестве почётного профессора до 1988 года.
Террелл известен, прежде всего, как специалист по творчеству Эзры Паунда. Ему принадлежит фундаментальный труд «Путеводитель по Cantos Эзры Паунда» (англ. A Companion to The Cantos of Ezra Pound), выпущенный в 1980 году и до сих пор перепечатываемый издательством Калифорнийского университета. Террелл в 1972 году основал и до 1998 года редактировал посвящённый творчеству Паунда журнал Paideuma. В Университете Мэна Террелл проводил посвящённые Паунду научные конференции, а в 1971 году внёс предложение о присуждении Паунду степени почётного доктора университета, которую Паунд согласился принять, однако попечительский совет университета это предложение отклонил.
В издательстве Университета Мэна Террелл основал книжную серию «Человек и поэт» (англ. Man/Woman and Poet) для книг, посвящённых жизни и творчеству современных авторов; под редакцией Террелла вышли книги о Луисе Зукофски (1979), Бэзиле Бантинге (1980) и Уильяме Карлосе Уильямсе (1983). Статьи самого Террелла о Паунде собраны в итоговой книге «Реакция идей: Обходные пути к загадкам Паунда» (англ. Ideas in Reaction: byways to the Pound arcana; 1991). Кроме того, Терреллу принадлежат мемуарная книга о своём детстве и отрочестве «Растущий Кеннебек: Мальчишка из Штата Попутного Ветра» (англ. Growing Up Kennebec: a downeast boyhood; 1993) и книга очерков о жизни и творчестве Стивена Кинга, который в студенческие годы учился у Террелла (англ. Stephen King: man and artist; 1990), а также три сборника собственных стихотворений: «Дым и огонь» (англ. Smoke and Fire; 1985), «Ветвь и молния» (англ. Rod and Lightning; 1985) и «Тьма и свет» (англ. Dark and Light; 1986).